# Vorobiivka, Nemîriv
Vorobiivka (în ucraineană Воробіївка) este localitatea de reședință a comunei Vorobiivka din raionul Nemîriv, regiunea Vinnița, Ucraina.

## Demografie
Componența lingvistică a localității Vorobiivka
     Ucraineană (96,21%)
     Rusă (3,54%)
     Alte limbi (0,25%)
Conform recensământului din 2001, majoritatea populației localității Vorobiivka era vorbitoare de ucraineană (96,21%), existând în minoritate și vorbitori de rusă (3,54%).